# 麦当劳三要素
麦当劳三要素（英語：Macdonald triad），也称社会性病态三要素（英語：triad of sociopathy）或杀人三要素（英語：homicidal triad）是指一个犯罪心理学理论——虐待動物、纵火癖、（超过一定年龄后继续）尿床这三个因子，若两个及以上同时存在于同一个孩子身上，那么这个人在未来有可能有暴力倾向（尤其是杀人跟性侵），而且非常可能反复犯罪。
这一理论最先由精神病学医生约翰·马歇尔·麦当劳在其1963年发表在《美国精神病学杂志》上的《杀戮的威胁》（The Threat to Kill）一文中提出。后来又有学者进行过小规模研究，并声称有证据显示这三个童年时期的行为可以和未来此人的掠夺行为联系起来。虽然这一理论广为流传，但后续的研究总体上并不支持该理论。有学者认为，这些行为和童年时期家长的忽视、暴力、虐待的联系更大，这些更容易导致长大成人后的杀人倾向。因此，“三要素”用来预测暴力倾向的说法并不科学，被认为只是都市傳說。

## 纵火
史蒂芬·辛格（Stephen Singer）和克里斯托弗·汉斯莱（Christopher Hensley）在一篇2004年发表的论文中指出，纵火是内心破坏欲的展现，是一个人开始挑衅行为的第一步。他们发现，在连环杀手的童年时期多有长期被羞辱、霸凌的经历，这些经历让他们积累起挫败、愤怒的情绪，需要找机会发泄情绪以此调整回己的正常状态。然而，后续的研究对此理论表示质疑，认为这只是童年时期诸多反社会行为中的一种，并不能用来预测长大成人后的暴力行为。

## 虐待动物
联邦调查局调查员阿兰·布兰特利（Alan Brantly）认为，有的罪犯会通过杀害动物作为杀人的预演。和纵火类似，虐待动物也被视作是用来发泄愤怒的手段。研究人员发现，虐待动物癖好的人们在童年时期也多有被大量羞辱的经历。那些长大后成了连环杀手的孩子，小时候被欺负了但因为种种原因没法还手，就只好向看上去弱小的动物出手了。此外，这些杀手在童年时期就已经选定了未来的谋杀目标。有研究表明，小时候虐待动物的孩子，长大后会使用相同的手法虐杀人类。在2003年的一篇文献中，杰瑞米·怀特（Jeremy Wright）和汉斯莱指出了他们研究的五名连环杀手在童年时期反复出现的三个心路历程：首先，导致他们愤怒、蒙羞的那些人无法击倒，这些孩子的情绪需要发泄；其次，他们在虐杀动物的过程中觉得自己一定程度上夺回了对人生的控制权；最后，他们获得了足以让弱小的动物感到痛苦的力量、控制能力，并在长大之后将这种能力迁移到人类身上。J·麦克莱伦（J. McClellan）2003年对45名男性暴力犯罪囚犯调查后发现，56%的人承认曾经虐待动物，而且比起普通的家庭，被家长虐待的孩子更有可能虐待动物。2004年，S·E·塔利切特（S·E·Tallichet）和汉斯莱对中高等安全级别的监狱囚犯进行了研究，分析这些囚犯反复暴力行为的模式，结果证实虐待动物和对人类使用暴力之间有联系。
然而，过分强调虐杀动物和虐杀人类之间的关联，可能会导致研究人员忽视掉其他的因子。

## 尿床
这里的尿床，指的是“无意识地在睡梦中排尿，超过五岁之后持续发生”。至少要连续三个月，每周两次尿床。
部分作者认为，尿床和纵火、虐待动物本身有所关联。其中一项论点是，超过五岁了还在尿床的孩子可能感觉很羞愧（尤其是他们身边的大人为此笑话他们的时候），于是就去纵火、虐待动物来发泄情绪。埃里克·海基（Eric Hickey）称，尿床是“无意识、不自主、非暴力的行为，比起虐待动物和纵火，将尿床和暴力犯罪倾向联系在一起非常不合适”。